# La città sostituita
La città sostituita (The Cosmic Puppets) è un romanzo di fantascienza dello scrittore statunitense Philip K. Dick, pubblicata nel 1957.

## Storia editoriale
Una prima versione più breve dell'opera, intitolata A Glass of Darkness, era stata pubblicata sulla rivista statunitense Satellite nel 1956; quest'ultima, essendo stata scritta nel 1953, rappresenta una delle prime opere di Dick, antecedente anche Lotteria dello spazio, noto come il primo romanzo pubblicato dall'autore.
La versione ampliata e rimaneggiata del romanzo fu pubblicata nel 1957 in edizione paperback con il titolo The Cosmic Puppets.
L'opera si ispira alla cosmogonia del zoroastrismo e racconta la millenaria lotta tra opposte divinità, tema questo nuovamente trattato nella successiva opera di Dick, Divina invasione (The Divine Invasion) del 1981.

## Trama
Ted Barton e sua moglie Peg arrivano in auto a Millgate, la cittadina natale da cui Ted manca oramai da diciotto anni. Quando la raggiungono Ted è scioccato nello scoprire che ora è completamente diversa dai suoi ricordi. La cittadina è squallida e cadente, le strade e i palazzi non corrispondono ai ricordi della sua infanzia e inoltre nessuno si rammenta più di lui o della sua famiglia. Scorrendo i vecchi numeri del giornale locale Ted scopre che l'unico Ted Barton menzionato è morto di scarlattina nell'ottobre del 1935, cioè l'anno in cui i suoi genitori si trasferirono a Richmond. Peg, infastidita dal comportamento del marito, non credendo ai suoi sospetti, abbandona la cittadina lasciandolo solo.
Comincia così la ricerca da parte di Ted del proprio passato mentre è in corso una strana guerra che vede fronteggiarsi due bambini, Peter il figlio della pensionante dove Ted ha affittato una camera e Mary, la figlia del dottor Meade, il direttore della clinica locale. I due bambini sono dotati di strani poteri: l'uno infonde la vita in minuscoli golem d'argilla e comanda ai ragni, ai serpenti e ai topi mentre l'altra controlla api, falene, mosche e gatti. Non sono questi gli unici eventi soprannaturali nell'apparentemente normale Millgate: Ted scopre che transitano attraverso mura e pareti esseri umani misteriosi, molto simili a spettri luminescenti, che vivono in una loro dimensione e che gli abitanti di Millgate chiamano i "Vaganti" senza stupirsi della loro presenza. Inoltre la città è isolata dal resto dal mondo da quella che Peter chiama "la Barriera" e che nessun essere umano può attraversare. Due esseri giganteschi, i cui corpi si perdono nel mondo naturale, incombono ai confini della vallata.
Ted tenta di abbandonare Millgate per raggiungere la moglie ma si smarrisce all'interno della barriera, che aveva assunto la forma di una catasta di tronchi in mezzo alla strada; l'uomo capisce di non poter lasciare la cittadina prima di essere venuto a capo dei suoi misteri. L'incontro casuale con William Christopher, un vecchio barbone alcolizzato, aggiunge un ulteriore tassello al mistero: Will è l'unico oltre a Ted a ricordare la Millgate di una volta. L'anziano un tempo era un elettrotecnico e ha inventato il "Distruttore d'incantesimi", un apparecchio che dovrebbe servire a combattere il sortilegio che ha modificato la realtà ma che in effetti risulterà inutile allo scopo. I due uomini, usando esclusivamente i loro ricordi come strumento, iniziano a far ritornare alla luce la vecchia città occultata dall'incantesimo e scoprono che i Vaganti non sono altro che i vecchi abitanti di Millgate che da anni tentano di riappropriarsi della loro città e che si nascondono nella clinica del dottor Meade. Il ritorno alla normalità subisce una battuta d'arresto: Peter prepara l'assalto con i suoi animali mentre Mary tenta di fermarlo prima dirigendo contro di lui delle api, poi incarnandosi in un golem per spiarlo. Peter si vendica uccidendo Mary e scatenando le sue creature contro i Vaganti e contro gli stessi Ted e Will che fuggono mentre la vecchia Millgate ritorna ad essere occultata dall'incantesimo di Peter.
Mary, ritornata in vita sotto l'aspetto di una stupenda donna dai capelli mori, rivela finalmente a Ted il mistero su Millgate: l'universo è teatro di una millenaria lotta fra due entità: Ahriman che rappresenta il male e Ormazd il bene. Le due creature le stesse che si stagliano ai confini della vallata, hanno ingaggiato su Millgate l'ennesima battaglia. Peter e il dottor Meade sono le incarnazioni rispettivamente di Ahriman e di Ormazd; entrambi hanno dimenticato le loro origini e la guerra ha subito una stasi. Grazie a Mary il cui vero nome è Armaiti ed è l'incarnazione terrena della figlia di Ormazd, Ted è stato attirato a Millgate. All'uomo è stato concesso di attraversare la barriera affinché aiuti il dottor Meade, ossia Ormazd, a ritrovare la memoria e la forza per sconfiggere Peter, ossia Ahriman.
Ormazd ritrova la memoria, la battaglia riprende nell'universo e l'incantesimo di Ahriman neutralizzato. La città cambia evolvendosi rapidamente, diventando quella che avrebbe dovuto essere se non ci fosse stato l'incantesimo a modificare la realtà: i protagonisti della vicenda vengono riassorbiti nel flusso del tempo e dimenticano ciò che è accaduto, ad eccezione di Ted che lascia la città.

## Personaggi
Theodore "Ted" BartonIl protagonista. Ritorna a Millgate dopo diciotto anni, avendola abbandonata all'età di nove anni. Trova la cittadina misteriosamente cambiata.
Peg BartonLa moglie di Ted.
Peter TrillingIl bambino artefice della metamorfosi di Millgate, in realtà l'incarnazione umana della divinità malvagia Ahriman.
Mary MeadeLa bambina, figlia del dottor Meade, antagonista di Peter, incarnazione umana della divinità Armaiti, figlia di Ormazd.
Dottor MeadeIncarnazione umana della divinità benigna Ormazd.
William "Will" ChristopherAbitante di Millgate, l'unico a ricordare la fisionomia della cittadina prima della trasformazione operata da Peter.

## Edizioni
- (EN) Philip K. Dick, A Glass of Darkness, in Satellite Science Fiction, Sam Merwin, Jr., dicembre 1956.
- (EN) Philip K. Dick, The Cosmic Puppets, Ace Books, 1957.
- Philip K. Dick, La città sostituita, traduzione di Luciana Piccolo Cattozzo, collana Urania n° 280, Arnoldo Mondadori Editore, 1962.
- Philip K. Dick, La città sostituita, traduzione di Simonetta Cattozzo, I classici di Urania n° 202, Arnoldo Mondadori Editore, gennaio 1994.
- Philip K. Dick, La città sostituita, traduzione di Simonetta Cattozzo, I libri di Urania n° 18, Arnoldo Mondadori Editore, 1994.